# Moorebank
Moorebank è un sobborgo di Sydney, nello stato del Nuovo Galles del Sud, Australia; si trova 27 km a sud-ovest dal centro di Sydney, nell'area di Liverpool.
Moorebank è composto da un insieme di aree residenziali e industriali; il Moorebank Shopping Village è un piccolo centro commerciale.

## Storia
Il sobborgo prende nome dal suo primo fondatore, Thomas Moore; in origine era sede di viticultura e altre attività rurali. Nel 1973 venne aperta la Nuwarra Public School, di fronte al centro commerciale Moorebank, anch'esso aperto nei primi anni '70. Moorebank sorge su un altopiano, motivo per cui venne tagliato fuori da tutte le aree confinanti nell'alluvione del 1986.

## Infrastrutture e trasporti
L'autostrada M5 collega Moorebank al centro economico di Sydney verso est, verso ovest all'abitato di Campbelltown; il centro è vicino alla stazione ferroviaria di Liverpool, sulla rete della Sydney Trains, linee Aeroporto (Airport), Inner West & South, Bankstown e Cumberland. Moorebank è la sede proposta per il Terminal Intermodale di Moorebank.

## Scuole
- Nuwarra Public School

Le scuole Moorebank High School, Newbridge Heights Public School e St Joseph Primary sono attualmente nel sobborgo confinante di Chipping Norton, a seguito del mutamento dei confini dei sobborghi.

## Chiese
Moorebank ha varie chiese nel suo territorio:
- St Thomas (Anglicana)
- St Joseph (Cattolica)
- Chiesa di Freedom City

## Sport
Moorebank è sede di numerose squadre sportive locali, la maggior parte delle quali usa Hammondville Park come campo da gioco. La più promettente è la squadra di football australiano Moorebank Magpies, che gioca in seconda divisione nel campionato Sydney AFL; i Moorebank Rams, della Rugby League gioca nella Lega giovanile Canterbury-Bankstown, ma è stata precedentemente nella Metropolitan Cup, il più antico campionato di Sydney nella National Rugby League. Moorebank ha anche una squadra di calcio, che milita nel Campionato di Calcio dei Distretti Meridionali, una squadra di cricket presso l'Associazione di cricket di Fairfield-Liverpool, una squadra di baseball, i Royals, nell'Associazione di baseball del Distretto di Bankstown, e infine club e circoli di netball e pesca.
Moorebank è anche la sede di un circuito per auto radiocomandate: il John Grant International Raceway si trova in Helles Reserve, appena fuori Helles Avenue, vicino all'incrocio tra la Moorebank Road e l'M5; il circuito è gestito dalla New South Wales Remote Control Race Car Club Incorporated, un'associazione no profit, e ha ospitato nel 2001 il campionato mondiale IFMAR.
A Moorebank si trova anche un piccolo lago, Clinches Pond, presso il parco denominato Clinches Pond Reserve.

## Società

### Evoluzione demografica
Secondo il censimento del 2016 dell'Australian Bureau of Statistics, Moorebank ha 9.747 residenti; 63,8% di essi sono nati in Australia, seguiti poi dai nati in Vietnam (2,9%), India (2,3%), Fiji (2,1%), Libano (1,8%) e Filippine (1,8%). Il 56,9% parla solo inglese in casa, mentre il resto della popolazione parla anche arabo, 6,6%, greco 5,0%, vietnamese 4,2%, hindi 2,3%, mandarino 2,1%. Le religioni più diffuse sono quella Cattolica 30,7%, quella Anglicana 12,2%, Ortodossa 9,2% e l'Islam 6,5%, mentre il 14,3% dichiara di non avere una religione.
L'età media è 35 anni, inferiore rispetto ai 38 del resto del Paese, e il reddito medio è di $1.889 a settimana, contro i $1.438 nazionali; molti di questi soldi sono tuttavia spesi per l'affitto della casa, che a Moorebank costa mediamente $2.419 al mese, decisamente superiore ai $1.755 del resto della nazione.